# Dublín georgiano

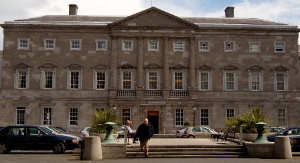
Leinster House, un palacio ducal del siglo XVIII construido por el duque de Leinster. Desde 1922 ha servido como sede del parlamento irlandés moderno, Oireachtas Éireann.

El Dublín georgiano es una frase utilizada en la historia de Dublín, que tiene dos significados: 
- Para describir un período histórico en el desarrollo de la ciudad de Dublín de 1714 (el inicio del reinado del Rey Jorge I de Gran Bretaña e Irlanda) hasta la muerte en 1830 del Rey Jorge IV. Durante este periodo, el reinado de los cuatro Jorges, de ahí la palabra georgiano, cubre un estilo particular y unificado, derivado del palladianismo, que fue usada para erigir edificios públicos y privados
- Para describir los edificios sobrevivientes de la época en el Dublín moderno, erigidos en ese periodo y que comparten el estilo arquitectónico.

Aunque estrictamente hablando la arquitectura georgiana podría existir solo durante los reinados de los cuatro Jorges, tiene sus antecedentes en 1714, y su estilo de construcción continuó siendo erecto después de 1830, hasta ser reemplazado por estilos posteriores llamados por la monarca de la época, reina Victoria, pre Victoriano.

## Inicios
Durante un gran periodo, Dublín fue una ciudad medieval, marcada por la existencia de un estilo particular de edificios, construida en calles medievales estrechas y ventosas. El primer movimiento hacia una ciudad georgiana ocurrió de hecho durante el reinado del Rey Carlos II cuando el entonces Lord Liutenant de Irlanda, Duque de Ormonde publicó una instrucción que iba a tener repercusiones dramáticas para la ciudad tal y como existe hoy. Aunque la ciudad había crecido en el siglo alrededor del Río Liffey, sus edificios como en muchos otros centros medievales daban la espalda al río, usualmente permitiendo que se tirase la basura directamente en este, siendo una forma de drenaje colectivo. Como los muelles sufrieron modificaciones, Ormonde insistió en que las fachadas de las casas y no la parte trasera, deberían mirar hacia los muelles, con una calle que pasase al lado de cada uno de ellos. Por este desarrollo, Ormond cambió la apariencia de la ciudad. El río no sería más un drenaje escondido entre edificios y más bien se convirtió en una característica central de la ciudad, con sus muelles marcados por casas de tres o cuatro pisos y edificios públicos, tales como las Cuatro Cortes, la vieja Custom House y, después y más grande, la Custom House diseñada, como las Cuatro Cortes, por el maestro arquitecto James Gandon. Por su iniciativa, se le otorgó a uno de los muelles de la ciudad el nombre de Ormond.
Sin embargo tan solo fue uno de un número de desarrollos cruciales. Mientras la ciudad crecía en tamaño, estatura, población y riqueza, dos cambios eran necesarios. Por un lado era necesario desarrollar las existentes calles angostas de ciudad, así como reparar y construir nuevas áreas residenciales.

## Reconstruyendo el corazón de Dublín
Un nuevo cuerpo llamado la Wide Streets Commission fue creado para remodelar la antigua ciudad medieval. Creó una red de carreteras principales mediante la demolición a gran escala, la ampliación de viejas y la construcción de nuevas calles. En el lado norte de la ciudad, una serie de calles estrechas fueron fusionadas y ampliadas enormemente para crear una nueva calle, llamada Sackville Street (ahora llamada O'Connell Street). En su parte baja, un nuevo puente llamado Puente O'Connell, fue erigido, más allá dos nuevas calles en forma de una 'V' aparecieron, conocidas como Westmoreland Street y D'Olier Street. Westmoreland Street en su momento llevó a un renombrado Hoggen Green, que se convirtió en College Green porque llegaba a Trinity College (Dublín). Las nuevas Casas Irlandesas del Parlamento, diseñadas por Edward Lovett Pearce, también daban hacia College Green, mientras que de College Green una nueva y ampliada Dame Street llevaba directamente hacia la Catedral de Christchurch, Dublín pasando el Castillo de Dublín y el Royal Exchange, el último un nuevo edificio, el antiguo en proceso de reconstrucción, transformándolo de un castillo medieval en un palacio georgiano.

## Desarrollo de propiedades en el siglo XVIII
Mientras la reconstrucción por la Wide Streets Commission fundamentalmente cambió la distribución de las calles en Dublín, un boom de propiedades llevó a construir edificios adicionales fuera del núcleo central. A diferencia de los booms de desarrollo del siglo XX en Dublín (que por lo general fueron desastrosamente administrados), los desarrollos del siglo XVIII fueron cuidadosamente controlados. El ámbito de sus desarrollos fueron restringidos, de cualquier manera, con estrictos controles impuestos en el estilo de construcciones residenciales, diseño de edificios y ubicación, produciendo una unidad cohesiva que ahora es llamada Dublín georgiano.

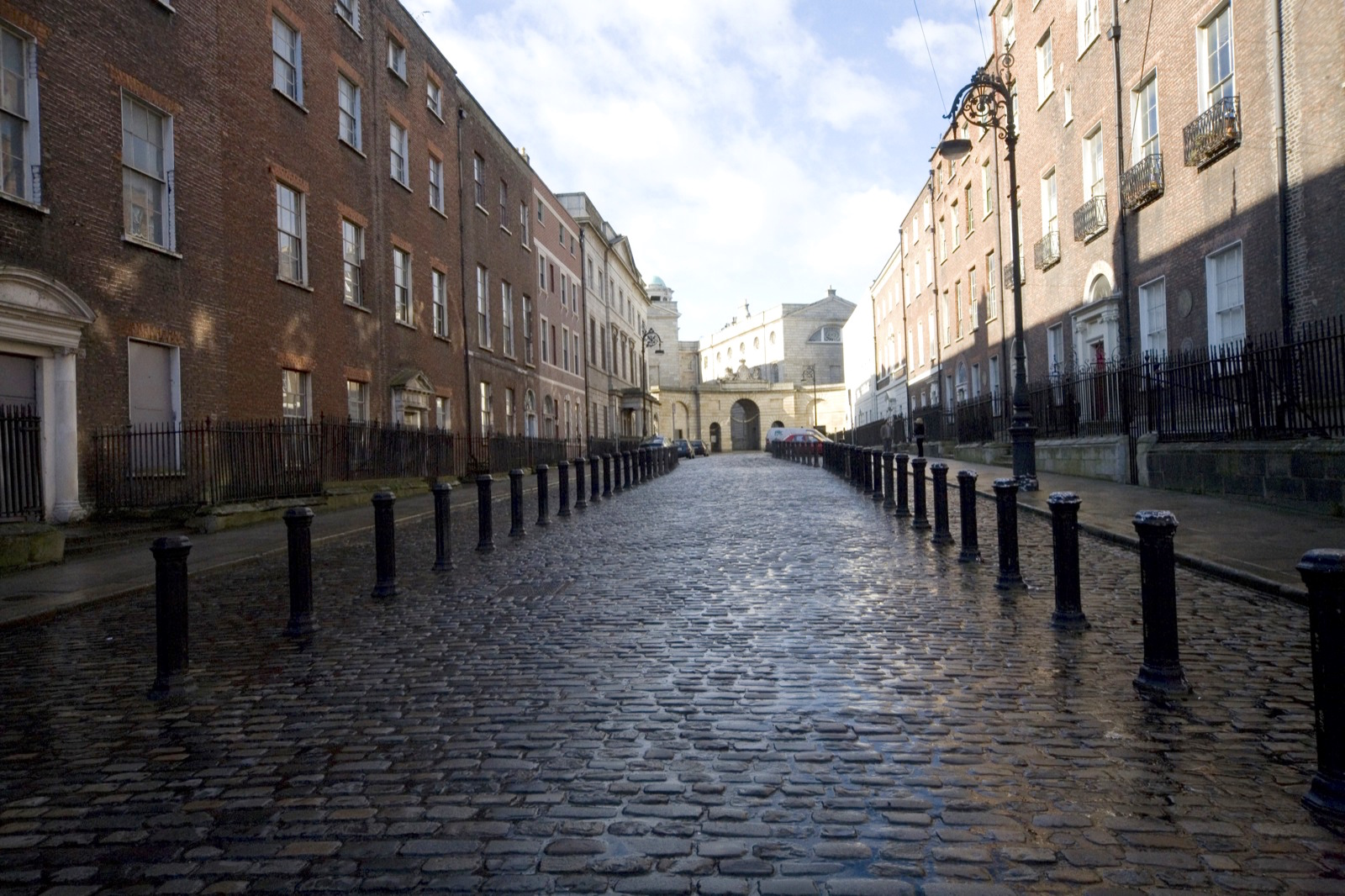
Henrietta Street, donde se ubican algunas de las casas georgianas más grandes y antiguas de Dublín

Inicialmente los desarrollos estaban concentrados en el norte de la ciudad. Entre los primeros estaba Henrietta Street, una amplia calle flanqueada en ambos lados por masivas casas georgianas construidas en escala palatal. Al final de la calle, se erigió un nuevo edificio de James Gandon, el King's Inn. En este edificio, hacen prácticas los abogados y adquieren sus calificaciones académicas. El prestigio de la calle era tal que muchas figuras importantes de la sociedad irlandesa, miembros de la realeza, jueces, abogados y obispos adquirieron sus viviendas ahí. Finalmente se trazó y centró el norte de la ciudad en dos plazas principales, Ruthland Square (ahora llamada Parnell Square), al final de Sackville Street, y Mountjoy Square. Era tal el prestigio de esta última cuadra que entre sus tantos residentes prominentes se encontraba el Arzobispo de Dublín de la Iglesia de Irlanda. Muchas de las calles de estas áreas están nombradas en honor de quien las construyó, usualmente con constructores conmemorados tanto por su nombre como en su grado cuando recibían uno. Entre las calles nombradas en honor a sus constructores están Capel Street, Mountjoy Square y Aungier Street.
Durante los años iniciales de la era georgiana, el norte de la ciudad era la zona residencial. Sin embargo todo cambió por un edificio y un aristócrata. Cuando el Duque de Kildare, el primer noble de Irlanda, decidió mudarse a un nuevo Palacio Ducal construido para él en lo que se consideraba la zona inferior, el lado sur, causó un shock. Cuando su casa en Dublín, la Casa Kildare (nombrada Leinster House cuando fue hecho Duque de Leinster) fue terminada, fue por mucho la residencia aristocrática más grande fuera del Castillo de Dublín, y fue recibido con envidia.
El Duque había predicho que su mudanza sería seguida, y así fue. Tres nuevas cuadras residenciales aparecieron en el lado sur, Merrion Square (con su jardín residencial al frente), St. Stephen's Green y la más pequeña y última plaza georgiana en ser construida, Fitzwilliam Square. Aristócratas, obispos y los ricos vendieron sus casas en el lado norte y migraron a los nuevos desarrollos en el lado sur, aunque muchos de los desarrollos, particularmente Fitzwilliam Square, eran más pequeños y menos impresionantes que los edificios en Henrietta Street. Mientras la gente más rica vivía en casas en la cuadra, aquellos con menos recursos y títulos menores vivían en desarrollos más pequeños, menos grandiosos pero aún impresionantes fuera de las cuadras principales, tales como Upper y Lower Mount Street y Leeson Street.

## Acta de Unión Irlandesa y declive

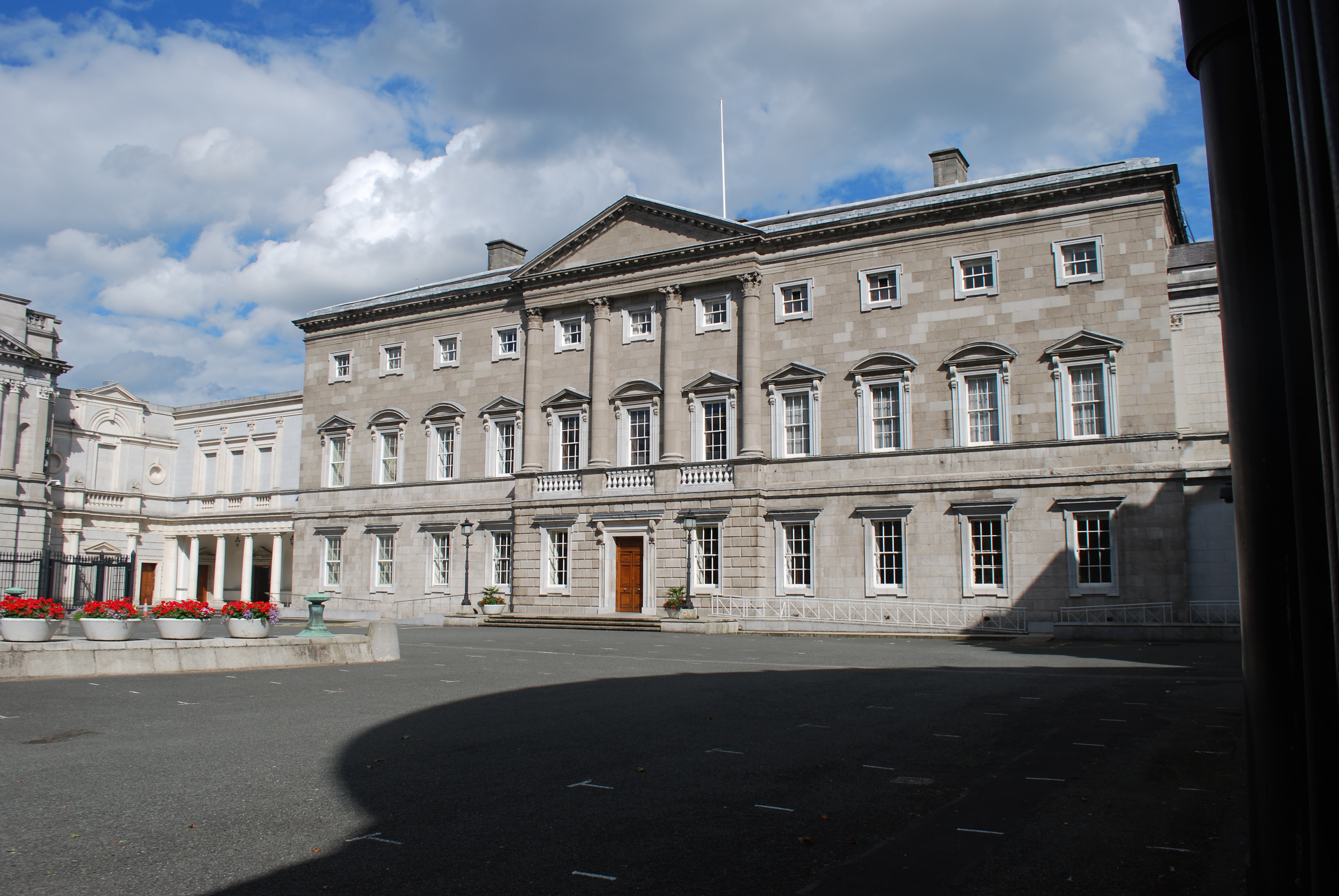
Vista de Leinster House, Dublín.

En 1800, bajo la presión del gobierno británico del Sr. Pitt, a raíz de la rebelión de los últimos años del siglo, la administración del Castillo de Dublín del Lord Teniente de Irlanda, tanto la Cámara de los Comunes como la Cámara de los Lores aprobaron el Acta de Unión Irlandesa, uniendo tanto el Reino de Irlanda y su parlamento con el Reino de Gran Bretaña y su parlamento en Londres. Como resultado, desde el 1 de enero de 1801, Dublín se encontró sin un parlamento al que atraer a cientos de pares y obispos, junto con sus miles de servidores. Si bien muchos vinieron a Dublín todavía para la Temporada Social, donde el Lord Lieutenant organizaba bailes de debutantes, bailes estatales y salones en un período desde enero hasta el Día de San Patricio (17 de marzo) todos los años, muchos los encontraron menos atractivos que en el días en que podían sentarse en el parlamento para una sesión en College Green. Muchos de los principales pares, incluidos el duque de Leinster y el vizconde Powerscourt, vendieron casi de inmediato sus casas palaciegas en Dublín, Powerscourt House y Leinster House. Aunque muchos todavía acudían en masa a Dublín cada temporada social, muchos no lo hicieron o fueron a Londres. La pérdida de sus ingresos y la de su extenso personal perjudicó gravemente a la economía de Dublín. Mientras que los 'nuevos' centros georgianos del lado sur seguían floreciendo, las plazas georgianas del lado norte pronto cayeron en la miseria, ya que los nuevos propietarios de los edificios amontonaron a un gran número de pobres en las antiguas residencias de condes y obispos, en algunos casos metiendo a una familia entera en un viejo salón. Mountjoy Square, en particular, se deterioró, hasta que su estado y grado de abandono en la década de 1980 fue tal que se utilizó como escenario de filmación para historias ambientadas en el Londres posterior al bombardeo y el Berlín de la posguerra. 

## El Dublín georgiano hoy

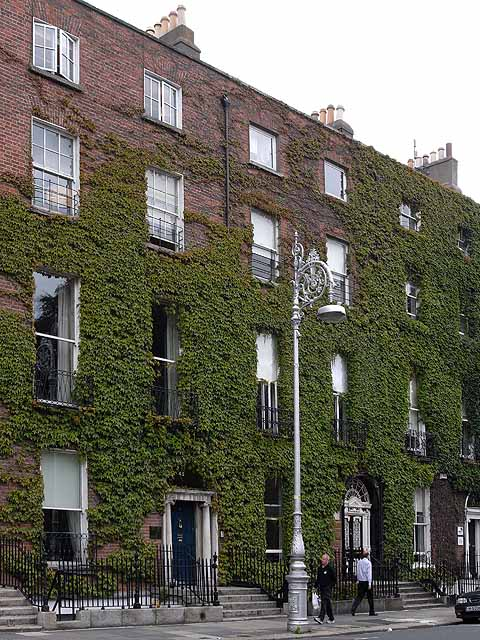
Fitzwilliam Square West en 2009

En los años posteriores a la independencia en 1922, la Irlanda independiente tenía poca simpatía por el Dublín georgiano, viéndolo como un símbolo del dominio británico y de la identidad unionista que era ajena a la identidad irlandesa. En ese momento, muchos de los nobles que habían vivido en ellos se habían mudado a otros lugares; algunos a los ricos suburbios victorianos de Rathmines y Rathgar, Killiney y Ballsbridge, donde las residencias victorianas se construyeron en terrenos más grandes, lo que permitió la construcción de jardines, en lugar de la falta de espacio de la era georgiana. Los que no se habían mudado, en muchos casos, habían vendido a principios del siglo XX sus mansiones en Dublín. La abolición de la administración del Castillo de Dublín y del Lord Teniente en 1922 puso fin a la tradicional Temporada Social de Dublín. Muchas de las familias aristocráticas perdieron a sus herederos en la Primera Guerra Mundial, sus casas en el campo por la quema del IRA (durante la Guerra de Independencia de Irlanda) y sus casas adosadas debido a la caída de la bolsa de valores de 1929. En la década de 1920 y ciertamente en la década de 1930, muchas de las casas anteriores en Merrion Square se habían convertido en direcciones comerciales de empresas, y solo Fitzwilliam Square, de las cinco plazas, tenía residentes. (Curiosamente, en la década de 1990, nuevos empresarios adinerados como Sir Tony O'Reilly y Dermot Desmond comenzaron a regresar a vivir en antiguas oficinas que habían comprado y convertido nuevamente en hogares). En la década de 1930, se discutieron planes en el gobierno de Éamon de Valera para demoler todo Merrion Square, quizás el más intacto de los cinco cuadrados, sobre la base de que las casas eran "anticuadas" y "no nacionales". Estos planes quedaron en suspenso en 1939 debido al estallido de la Segunda Guerra Mundial y para 1945 terminó olvidandose, debido a la falta de capital e inversión.
Muchas de las casas se habían subdividido en pisos de vecindad y, a menudo, eran mal mantenidas por los propietarios. En junio de 1963, dos casas de vecindad se derrumbaron en 10 días. El primero, ocurrió en la madrugada del 2 de junio, cuando una casa se derrumbó en Bolton Street, matando a sus ocupantes ancianos. Luego, el 12 de junio, dos niñas murieron cuando dos casas de vecindad de cuatro pisos en Fenian Street se derrumbaron sobre la calle, aplastándolas. Esto llevó a los residentes locales a pedir a las autoridades que "limpien los barrios marginales" y tomen medidas enérgicas contra los propietarios negligentes, pero también se considera que esto libera el camino para que los desarrolladores demuelan los edificios más antiguos, independientemente de su estado. Las viviendas llegaron a simbolizar la pobreza urbana de Dublín, centrándose en la limpieza de los barrios marginales del centro de la ciudad y la demolición de estas estructuras georgianas, según el código de construcción clasificadas como peligrosas.
En la década de 1990, las actitudes habían cambiado drásticamente. Un cambio de mentalidad entre los políticos, los planificadores y los líderes del Ayuntamiento de Dublín (anteriormente conocido como Dublin Corporation), deseaban preservar la mayor cantidad posible de los edificios georgianos restantes. Durante este período, varias casas antiguas en mal estado, a las que se les había negado el permiso de planificación, se incendiaron y se quemaron hasta los cimientos, allanando el camino para la remodelación. Quizás la mayor ironía para algunos, es esa residencia que marcó el movimiento de los aristócratas del lado norte al lado sur (donde los dublineses más ricos han permanecido hasta el día de hoy), y que de alguna manera encarnaba el Dublín georgiano, Leinster House, hogar del Duque de Leinster, terminó como el parlamento de la Irlanda republicana independiente; pero su familia también produjo al líder republicano Lord Edward Fitzgerald. La decisión a fines de la década de 1950 de demoler una hilera de casas georgianas en Kildare Place y reemplazarlas con una pared de ladrillos fue recibida con júbilo por un ministro republicano en ese momento, Kevin Boland, quien dijo que defendían todo lo que él oponía. Describió a los miembros de la incipiente Sociedad Irlandesa Georgiana, recién formada para tratar de proteger los edificios georgianos, como "condes ceñidos".